# Diplopseustis pallidalis
Diplopseustis pallidalis là một loài bướm đêm trong họ Crambidae.